# مایلو یناپولس
مایلو یِناپولِس (انگلیسی: Milo Yiannopoulos;‎/jənɒpʊləs/‎؛ زادهٔ ۱۸ اکتبر ۱۹۸۴) روزنامه‌نگار بریتانیایی و دبیر فناوری برایبارت نیوز از وبسایت‌های خبری و نظری محافظه‌کار مستقر در آمریکا است.
او با پوشش رسانه‌ای پیرامون مجادله گیمرگیت به سرشناسی رسید. او به عنوان یک «لیبرترین فرهنگی»، و «بنیادگرای آزادی بیان» از منتقدان صریح موج سوم فمینیسم، اسلام، نزاکت سیاسی، عدالت اجتماعی و دیگر جنبش‌ها و ایدئولوژی هاییست که او آنها را متعلق به اقتدارگرایی یا «چپ واپس‌گرا» می‌داند. یناپولس را سخنگوی راست‌گرایی آلترناتیو خوانده‌اند، گرچه او خود منکر این است گرچه قبول دارد که در بعضی از دیدگاه‌ها با آنها مشترک است. او در ژوئیه ۲۰۱۶ به‌طور دائم از توییتر بابت آنچه این شرکت «تحریک یا شرکت در سوء استفاده یا آزار دیگران» خواند طرد شد.

## اوایل زندگی و زندگی شخصی
یناپولس در شهر کوچکی در کنت (انگلستان) در جنوب انگلستان بزرگ شد.پدرش یونانی‌ها و مادرش بریتانیایی است. پدر و مادرش وقتی او کودک بود از هم جدا شدند و او توسط مادرش و همسر دوم او که با هیچ‌یک رابطهٔ خوبی نداشت بزرگ شد. یناپولس پدرش را «وحشت‌برانگیز» خوانده و در خصوص ثروت خانوادگیشان گفته «فکر می‌کنم اگر پدرم فقط یک دربان بود، چرا ما چنان خانه خوبی داشتیم؟» یناپولس در نوجوانی با مادربزرگش زندگی می‌کرد.
او که کاتولیکی مقید است، گفته که مادر یا مادربزرگ مادریش یهودی اند، که او را در تضاد با عناصر نئو-ناتزی راست‌گرایی آلترناتیو قرار می‌دهد. او وارد دانشگاه منچستر، شد و پیش از فارغ‌التحصیلی ترک تحصیل کرد. او وارد ولفسن کالج، کیمبریج، شد و پس از دو سال تحصیل ادبیات انگلیسی ترک تحصیل کرد.
یناپولس در مصاحبه ای در مارس ۲۰۲۱، با نشریه ای دست راستی خود را از "همجنسگرایان سابق" خواند و گفت او و شوهرش اکنون دیگر به همخانه تبدیل شده‌اند.

## کتاب
در دسامبر ۲۰۱۶ اعلام شد خودنگاری‌ای با عنوان خطرناک به نگارش یناپولس منتشر خواهد شد. گفته شده یناپولس از پیش ۲۵۰۰۰۰ دلار از ناشر کتاب، سایمون اند شوستر، دریافت کرده‌است. قرار است این کتاب در ۱۴ مارس ۲۰۱۷ منتشر شود. یک روز پیش از اعلام، پیش فروش این کتاب در جایگاه نخست فهرست کتب پرفروش شرکت آمازون قرار گرفت.